# 17K114 レゲンダ

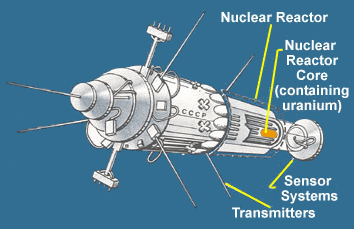
本システムのRORSATの1機、コスモス954号の想像図。

17K114「レゲンダ」（ロシア語: 17К114 «Легенда»：「伝説」の意）は、ソビエト連邦が構築したC4ISTARシステム。宇宙ISRシステムまで含む包括的なシステムであり、またソ連海軍初の戦術レベル自動攻撃システムであった。

## 来歴
ソビエト連邦海軍は、P-6/35対艦ミサイルの艦隊配備に伴って、その測的のためにTu-95RTs偵察機によるMRSTS-1「ウスペフ」（МРСЦ-1 «Успех»：「成功」の意）を構築・運用しており、これはより長射程のP-500「バザーリト」対艦ミサイル（NATO名: SS-N-12「サンドボックス」）においても使用された。
しかし北大西洋条約機構（NATO）諸国軍の洋上航空作戦能力の向上を受け、Tu-95RTsの生残性に疑問が提起されたこともあり、これとほぼ並行して、1960年代初期より人工衛星を利用した地球規模の海洋ISRシステムの構築が計画された。これによって開発されたのが本システムである。

## 構成
レゲンダ・システムの宇宙ISRシステムは、下記2種類のセンサー衛星によって構成されている。
US-Aレーダー衛星
小型のBES-5高速炉を動力源とし、重量4.3トン、軌道高度280km、軌道傾斜角65度。1973年より試験が開始された。西側ではRORSATと呼称されていた。
US-P ELINT衛星
太陽電池を動力源とし、重量3.3トン、軌道高度420km、軌道傾斜角65度。1974年より試験が開始された。西側ではEORSATと呼称されていた。
RORSATは2-3ヶ月のミッションを終了した後に、原子炉部分を分離して、より高い位置にある墓場軌道に投棄されることとなっていた。最後のコスモス-1932が1988年3月14日に打ち上げられたものであるので、2013年現在は全機が運用を終了していると考えられている。一方、EORSATは2000年代に入っても打ち上げが続いていた。
また「ウスペフ」と同様、P-500「バザーリト」およびP-1000「ヴルカーン」、P-700「グラニート」（NATO名: SS-N-19「シップレック」）など長射程の対艦ミサイルの測的任務も課せられていたことから、これらミサイル搭載艦の艦上には、測的情報の受信およびミサイルに対する指令誘導のため、「コラル」（«коралл»：サンゴの意）などの衛星データ・リンク装置が搭載された。

## 配備
システムは1978年より稼働を開始し、1982年にフォークランド紛争が生じた際には情報収集に努め、イギリス軍の上陸作戦の予測に成功したことで、その有用性を実証した。しかし一方で、1991年の湾岸戦争において多国籍軍が大規模な電子攻撃を実施した際には、その影響で、コーカサス地方の衛星照準・通信ステーションからペルシャ湾で作戦中の艦への衛星通信が阻害されたことから、有事の際の通信の抗堪性には疑義が呈された。また衛星攻撃兵器の発展に伴い、衛星の生残性を疑問視する声もあった。
その後の経済不況もあり、システムの機能は徐々に失われていった。US-A衛星は1988年以降打ち上げが行われず稼動停止、US-P衛星は2006年6月25日に打ち上げが実施されるも失敗、2006年4月に稼働停止した。

## 後継
レゲンダの後継としてリアーナ（ロシア語：Лиана）が開発されている。